# Rathmelsigi
Rathmelsigi war ein bedeutendes Kloster der Iroschottischen Kirche im 7. Jahrhundert. Es lag der Überlieferung nach in der Region Connacht in Irland.

## Geschichte
Das Kloster Rathmelsigi spielte im 7. Jahrhundert zeitweise eine bedeutende Rolle in der Ausbildung von Missionaren, die von Irland aus zur Mission auf das europäische Festland entsandt wurden. Unter Ecgberht von Ripon fand hier unter anderem die Ausbildung von Willibrord, Werenfried und Suitbert statt, die neben anderen Abkömmlingen des Klosters heute in der römisch-katholischen Kirche als Heilige verehrt werden.
Der heilige Benediktiner Beda Venerabilis berichtet in seiner Historia Ecclesiastica Gentis Anglorum, dass die Bewohner des Klosters 664 größtenteils einer Seuche zum Opfer gefallen seien. Trotz der herausragenden Bedeutung des Klosters in der Mission konnte sein Standort bis heute nicht in der Forschung eindeutig geklärt werden. Wegen der bekannten Angehörigen des Klosters wird in der Forschung auch darüber spekuliert, ob es sich möglicherweise um einen Konvent der Benediktiner gehandelt hat.